# Iceland Express
Iceland Express war eine isländische virtuelle Fluggesellschaft mit Sitz in Keflavík. Das als Billigfluggesellschaft tätige Unternehmen wurde am 23. Oktober 2012 von WOW air übernommen und in diese integriert.

## Geschichte

Ehemaliges Logo der Iceland Express

Iceland Express wurde 2003 gegründet und befand sich im Besitz der isländischen Holding Fons Eignarhaldsfélag hf. Der Flugverkehr wurde bis 2008 mit zwei McDonnell Douglas MD-90 und einer Boeing 757-200 durchgeführt. Die McDonnell Douglas MD-90 und ihre Besatzung wurden bis Ende 2008 von dem Schweizer Unternehmen Hello AG bereitgestellt und betrieben. Die Hello AG war auch für die Wartung und Versicherung des Flugmaterials verantwortlich. Der drei Jahre laufende Vertrag wurde über Ende 2008 nicht verlängert.
Seit 16. September flog Astraeus im Auftrag für die Fluglinie, die dafür zwei Boeing 737-700 und eine Boeing 757-200 – und somit die gesamte Flotte – bereitstellte. Flugzeuge von Astraeus flogen in den Farben der Iceland Express. Nach deren Insolvenz sprang Holidays Czech Airlines ein.
Am 23. Oktober 2012 wurde Iceland Express von WOW air übernommen. Dabei wurden alle von Iceland Express verkauften Tickets übernommen. Alle Routen von Iceland Express sollen weiter bedient werden, nun allerdings unter der Marke WOW air.

## Ziele
Iceland Express flog vom Flughafen Keflavík zu verschiedenen europäischen Zielen wie beispielsweise Kopenhagen, Mailand, Friedrichshafen, Frankfurt-Hahn und Warschau. Seit Juni 2010 wurden via Reykjavík zudem Flüge nach New York und Winnipeg angeboten, welche jedoch schon vor der Übernahme eingestellt wurden.

## Flotte

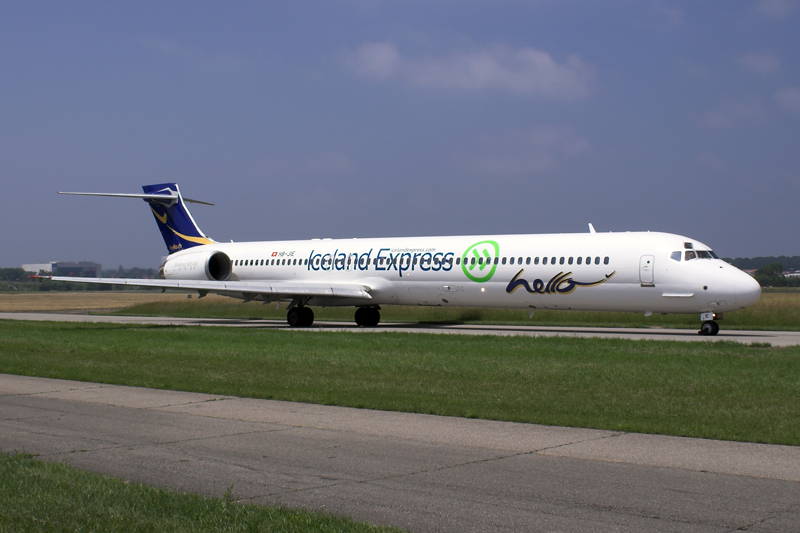
Eine von der Schweizer Hello gemietete McDonnell Douglas MD-90 der Iceland Express

Mit Stand August 2012 bestand die Flotte der Iceland Express aus drei Flugzeugen:
- 3 Airbus A320-200 (betrieben durch Holidays Czech Airlines)